# Willie Williams (designer)
William Peter Charles Williams detto Willie Williams (Newcastle upon Tyne, 8 settembre 1959) è un designer britannico.
Specializzato nella progettazione di palchi e luci per concerti e teatri è noto soprattutto per le sue collaborazioni con la rock band irlandese degli U2 ed è riconosciuto come uno degli artisti più affermati nel suo campo.

## Biografia

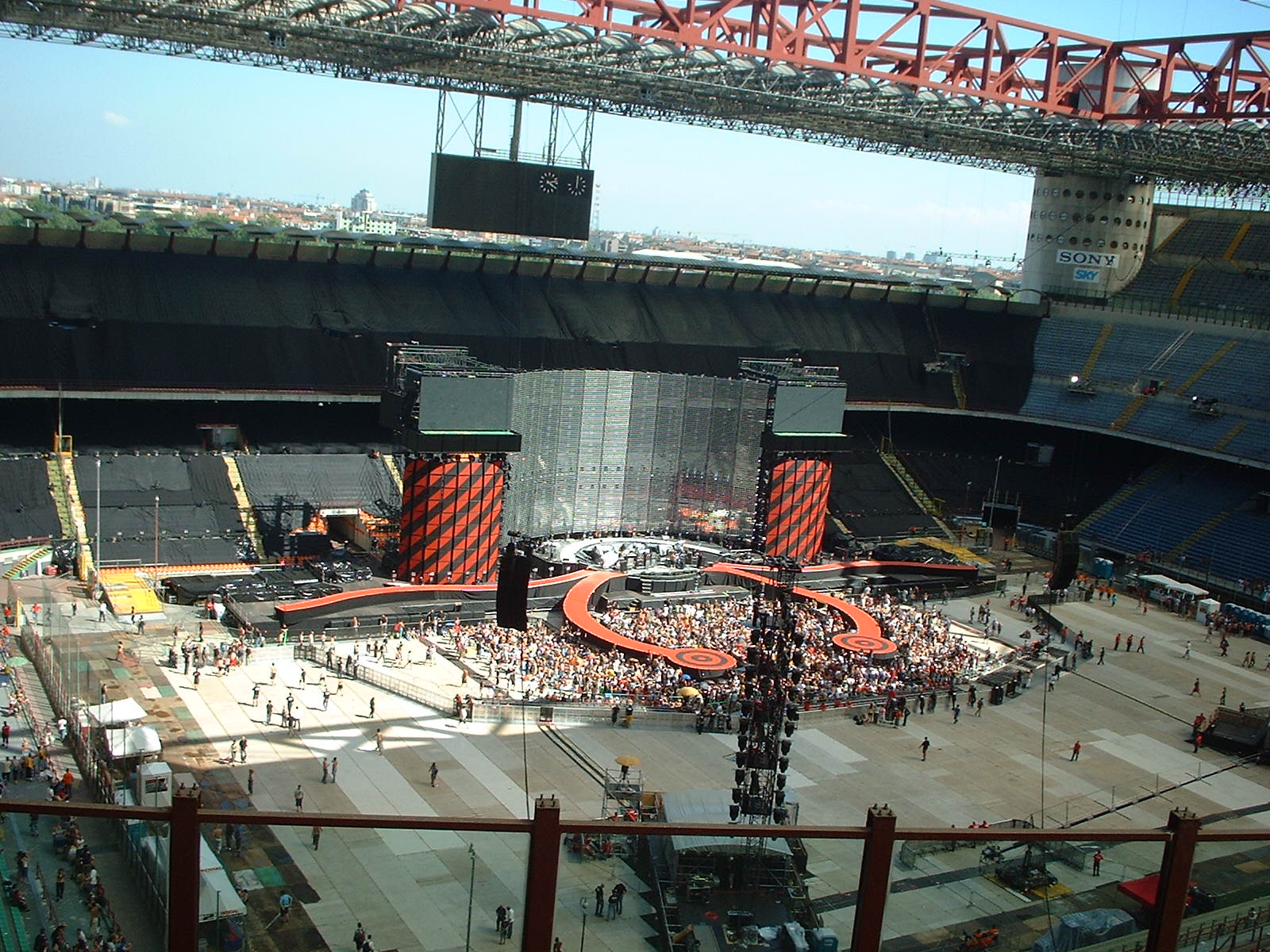
Il palco del Vertigo Tour degli U2

Willie Williams, figlio di Robert Woodman Williams, è nato a Newcastle in Inghilterra ed è cresciuto a Sheffield.
L'avvento del punk determina il suo ingresso sulla scena musicale e inizia a creare luci per varie band come Writz, Deaf School e Stiff Little Fingers. Dopo aver ascoltato l'album degli U2 Boy, Williams contatta il loro manager Paul McGuinness e ottiene il lavoro..
Williams ha progettato tutti palchi della band irlandese a partire dal 1983, da quelli più semplici come quelli del War Tour, Unforgettable Fire Tour, Joshua Tree Tour, Lovetown Tour ed Elevation Tour a quelli più avveniristici come quelli dello ZooTV Tour, PopMart Tour, Vertigo Tour e 360º Tour. Inoltre, in quest'ultimo tour, ha curato gli effetti luminosi.
Ha collaborato anche con artisti come i R.E.M., Bryan Adams, David Bowie, Rolling Stones, Darren Hayes e George Michael. In ambito teatrale, Williams ha realizzato le luci del musical We Will Rock You.
Le sue sculture di luci sono state esibite in diverse gallerie d'arte. Altri lavori pubblici includono la creazione di impianti di luci al Southbank Centre di Londra e alla Cattedrale di Canterbury. Degne di nota inoltre sono l'esposizione permanente presso il museo della Rock and Roll Hall of Fame di Cleveland e lo "SkyChurch", una performance multimediale all'Experience Music Project di Seattle e Washington.
Definito dal collega designer Mark Fisher come uno dei più grandi registi contemporanei di spettacoli, Williams è stato insignito di diversi premi, tra i quali si ricorda l'Eddy Award della rivista Entertainment Design nel 2001 (un premio che viene assegnato a chi ha dato contributi straordinari nel campo dei progetti della tecnologia nel settore dell'intrattenimento) e l'Award for Excellence in Live Design della rivista "Live Design" di New York nel 2008 per il progetto del 25 Live Tour di George Michael.

## Diari
Willie Williams ha pubblicato, nel sito internet ufficiale degli U2, dei diari che descrivono alcuni concerti tenuti dalla band irlandese. Tali diari sono una vera e propria recensione delle canzoni tenute durante il concerto.